# 恩里科·加尔泽利
恩里科·加尔泽利（義大利語：Enrico Garzelli，1909年7月24日—1992年7月16日），意大利男子赛艇运动员。他曾代表意大利参加1932年和1936年夏季奥林匹克运动会赛艇比赛，获得两枚八人单桨有舵手银牌。